# Nezameddin Faghih
Nezameddin Faghih (en persan: نظام الدین فقیه), titulaire de la chaire UNESCO en entrepreneuriat, est un scientifique, né en 1953 à Estahban, Fars en Iran. Il a publié de nombreux ouvrages savants dans un large éventail de domaines interdisciplinaires, à partir de systèmes et en mathématiques appliquées à la mystique,.

## Livres publiés
Nezameddin Faghih a notamment écrit, :
- Nezameddin Faghih, Dynamics of Institutional Change in Emerging Market Economies: Theories, Concepts and Mechanisms (présentation en ligne).
- Nezameddin Faghih, Legal-Economic Institutions, Entrepreneurship, and Management: Perspectives on the Dynamics of Institutional Change from Emerging Markets (présentation en ligne).
- Nezameddin Faghih, Entrepreneurship Viability Index: A New Model Based on the Global Entrepreneurship Monitor (GEM) Dataset (présentation en ligne).
- Nezameddin Faghih, Globalization and Development: Economic and Socio-Cultural Perspectives from Emerging Markets (présentation en ligne).
- Nezameddin Faghih, Globalization and Development: Entrepreneurship, Innovation, Business and Policy Insights from Asia and Africa (présentation en ligne).
- Nezameddin Faghih, Entrepreneurship Ecosystem in the Middle East and North Africa (MENA): Dynamics in Trends, Policy and Business Environment.
- Nezameddin Faghih, Entrepreneurship Education and Research in the Middle East and North Africa (MENA): Perspectives on Trends, Policy and Educational Environment.
- Nezameddin Faghih, CIM : Computer-integrated manufacturing [« l'automatisation complète des processus de fabrication »] (lire en ligne).
- Nezameddin Faghih, Gestion et Organisation (évolution des concepts et théories (lire en ligne).
- Nezameddin Faghih, Prédiction des défaillances ligne de production, en utilisant l'intelligence artificielle (Application de réseaux de neurones artificiels (lire en ligne).
- Nezameddin Faghih, Dynamique des systèmes: Principes et identification (lire en ligne).
- Nezameddin Faghih, Idées scientifiques dans le Mathnawi Rumi (lire en ligne).
- Nezameddin Faghih, L'amour et l'Entité (lire en ligne).
- Nezameddin Faghih, Fiabilité floue dans les systèmes industriels (lire en ligne).
- Nezameddin Faghih, Application de la logique floue dans tests à choix multiples (lire en ligne).
- Nezameddin Faghih, Améliorer la gestion de l'approvisionnement en eau en milieu urbain (lire en ligne).
- Nezameddin Faghih, Fondamentaux de la simulation du système (lire en ligne).
- Nezameddin Faghih, Application de la logique floue dans le contrôle de la qualité (lire en ligne).
- Nezameddin Faghih, Changement et développement dans les systèmes humains: Une cryptographie moderne (lire en ligne).
- Nezameddin Faghih, L'auto-évaluation selon la Fondation Européenne pour le Management Qualité (lire en ligne).
- Nezameddin Faghih, RUMI ET MODERNE VUES SCIENTIFIQUES (lire en ligne).
- Nezameddin Faghih, Chaos et fractales dans les systèmes dynamiques (lire en ligne).
- Nezameddin Faghih, Sur le transfert de la science et la technologie (lire en ligne).
- Nezameddin Faghih, Utilisant des séries temporelles pour les prévisions de consommation d'énergie (lire en ligne).
- Nezameddin Faghih, Améliorer la gestion des opérations: Eau et Assainissement (lire en ligne).
- Nezameddin Faghih, Ingénierie de la Qualité et de Fiabilité (lire en ligne).
- Nezameddin Faghih, Fuzzy Logic et de la Culture du trafic (lire en ligne).
- Nezameddin Faghih, Ingénierie de maintenance (lire en ligne).
- Nezameddin Faghih, Algorithmes génétiques dans la planification (des inspections préventives) (lire en ligne).
- Nezameddin Faghih, Gestion de la qualité (lire en ligne).
- Nezameddin Faghih, Fondation européenne pour la gestion de la qualité: Directives pour les candidats (lire en ligne).
- Nezameddin Faghih, Le stress au travail: le contrôle et la gestion (lire en ligne).